# Giải vô địch bóng đá Đông Nam Á 2022 (vòng đấu loại trực tiếp)
Vòng đấu loại trực tiếp của Giải vô địch bóng đá Đông Nam Á 2022 là giai đoạn thứ hai và cuối cùng của Giải vô địch bóng đá Đông Nam Á 2022, sau giai đoạn vòng bảng. Giai đoạn đấu loại trực tiếp được tổ chức từ ngày 20 tháng 12 năm 2022 đến ngày 16 tháng 1 năm 2023 với hai đội đứng đầu từ mỗi bảng (tổng cộng bốn đội) giành quyền tham dự. Mỗi cặp đấu diễn ra trong hai lượt trận trên sân nhà và sân khách. Luật bàn thắng sân khách, hiệp phụ (bàn thắng sân khách không áp dụng trong hiệp phụ) và loạt sút luân lưu được sử dụng để quyết định đội thắng nếu cần thiết.

## Các đội tuyển vượt qua vòng bảng
Hai đội tuyển đứng đầu mỗi bảng đấu giành quyền vào vòng đấu loại trực tiếp.
| Tư cách vòng bảng | Bảng A    | Bảng B   |
| ----------------- | --------- | -------- |
| Nhất bảng         | Thái Lan  | Việt Nam |
| Nhì bảng          | Indonesia | Malaysia |

## Lịch thi đấu
| Trận      | Lượt đi              | Lượt về               |
| --------- | -------------------- | --------------------- |
| Bán kết   | 6–7 tháng 1 năm 2023 | 9–10 tháng 1 năm 2023 |
| Chung kết | 13 tháng 1 năm 2023  | 16 tháng 1 năm 2023   |

## Nhánh đấu
|  | Bán kết | Bán kết   | Bán kết  | Bán kết | Bán kết |   |     | Chung kết | Chung kết | Chung kết | Chung kết | Chung kết |
|  |         |           |          |         |         |   |     |           |           |           |           |           |
|  | A2      | Indonesia | 0        | 0       | 0       |   |     |           |           |           |           |           |
|  | B1      | Việt Nam  | 0        | 2       | 2       |   |     |           |           |           |           |           |
|  |         |           |          |         |         |   | SF1 | Việt Nam  | 2         | 0         | 2         |           |
|  |         | SF2       | Thái Lan | 2       | 1       | 3 |     |           |           |           |           |           |
|  | B2      | Malaysia  | 1        | 0       | 1       |   |     |           |           |           |           |           |
|  | A1      | Thái Lan  | 0        | 3       | 3       |   |     |           |           |           |           |           |

## Bán kết
| Đội 1     | TTS | Đội 2    | Lượt đi | Lượt về |
| --------- | --- | -------- | ------- | ------- |
| Indonesia | 0–2 | Việt Nam | 0–0     | 0–2     |
| Malaysia  | 1–3 | Thái Lan | 1–0     | 0–3     |

### Lượt đi

#### Indonesia v Việt Nam
| Indonesia | 0–0                              | Việt Nam |
| --------- | -------------------------------- | -------- |
|           | Chi tiết (AFFMEC) Chi tiết (AFF) |          |

| Indonesia | Việt Nam |

| GK                  | 22 | Nadeo Argawinata       |  |       |
| CB                  | 19 | Fachruddin Aryanto (c) |  |       |
| CB                  | 4  | Jordi Amat             |  |       |
| CB                  | 5  | Rizky Ridho            |  |       |
| RWB                 | 14 | Asnawi Mangkualam      |  |       |
| LWB                 | 12 | Pratama Arhan          |  |       |
| CM                  | 13 | Rachmat Irianto        |  | 81'   |
| CM                  | 23 | Marc Klok              |  |       |
| AM                  | 2  | Yakob Sayuri           |  | 90+4' |
| AM                  | 6  | Marselino Ferdinan     |  | 90+4' |
| CF                  | 11 | Dendy Sulistyawan      |  | 90+4' |
| Vào sân thay người: |    |                        |  |       |
| MF                  | 15 | Ricky Kambuaya         |  | 81'   |
| MF                  | 7  | Saddil Ramdani         |  | 90+5' |
| FW                  | 9  | Ilija Spasojević       |  | 90+5' |
| MF                  | 8  | Witan Sulaeman         |  | 90+5' |
| Huấn luyện viên:    |    |                        |  |       |
| Shin Tae-yong       |    |                        |  |       |

| GK                  | 23 | Đặng Văn Lâm     |     |     |
| CB                  | 2  | Đỗ Duy Mạnh      |     |     |
| CB                  | 3  | Quế Ngọc Hải     |     |     |
| CB                  | 4  | Bùi Tiến Dũng    |     |     |
| RWB                 | 17 | Vũ Văn Thanh     | 5'  | 69' |
| LWB                 | 5  | Đoàn Văn Hậu     |     |     |
| CM                  | 19 | Nguyễn Quang Hải |     |     |
| CM                  | 8  | Đỗ Hùng Dũng (c) | 50' | 75' |
| CM                  | 14 | Nguyễn Hoàng Đức |     |     |
| CF                  | 20 | Phan Văn Đức     |     | 90' |
| CF                  | 22 | Nguyễn Tiến Linh |     | 69' |
| Vào sân thay người: |    |                  |     |     |
| DF                  | 13 | Hồ Tấn Tài       |     | 69' |
| FW                  | 18 | Phạm Tuấn Hải    |     | 69' |
| MF                  | 11 | Nguyễn Tuấn Anh  |     | 75' |
| FW                  | 9  | Nguyễn Văn Toàn  |     | 90' |
| Huấn luyện viên:    |    |                  |     |     |
| Park Hang-seo       |    |                  |     |     |

| Cầu thủ xuất sắc nhất trận đấu: Asnawi Mangkualam (Indonesia) Trợ lý trọng tài: Yousef Aref Al Shamari (Qatar) Faisal Al Shammari (Qatar) Trọng tài thứ tư: Sivakorn Pu-Udom (Thái Lan) |

#### Malaysia v Thái Lan
| Malaysia    | 1–0                              | Thái Lan |
| ----------- | -------------------------------- | -------- |
| - Halim 11' | Chi tiết (AFFMEC) Chi tiết (AFF) |          |

| Malaysia | Thái Lan |

| GK                  | 16 | Syihan Hazmi           |  |     |
| RB                  | 3  | Quentin Cheng          |  | 69' |
| CB                  | 5  | Sharul Nazeem          |  | 87' |
| CB                  | 6  | Dominic Tan            |  |     |
| LB                  | 4  | Ruventhiran Vengadesan |  |     |
| CM                  | 8  | Stuart Wilkin          |  |     |
| CM                  | 18 | Brendan Gan            |  |     |
| RW                  | 11 | Safawi Rasid           |  | 69' |
| AM                  | 10 | Lee Tuck               |  |     |
| LW                  | 7  | Faisal Halim           |  | 81' |
| CF                  | 9  | Darren Lok             |  | 69' |
| Vào sân thay người: |    |                        |  |     |
| FW                  | 19 | Ezequiel Agüero        |  | 69' |
| FW                  | 20 | Shamie Iszuan          |  | 69' |
| FW                  | 22 | Haqimi Azim            |  | 69' |
| MF                  | 17 | David Rowley           |  | 81' |
| DF                  | 12 | Fazly Mazlan           |  | 87' |
| Huấn luyện viên:    |    |                        |  |     |
| Kim Pan-gon         |    |                        |  |     |

| GK                  | 20 | Kittipong Phuthawchueak  |       |     |
| RB                  | 15 | Suphanan Bureerat        | 90+5' |     |
| CB                  | 4  | Pansa Hemviboon          | 54'   | 68' |
| CB                  | 12 | Kritsada Kaman           |       |     |
| LB                  | 2  | Sasalak Haiprakhon       |       |     |
| DM                  | 3  | Theerathon Bunmathan (c) |       |     |
| RM                  | 11 | Bordin Phala             |       | 88' |
| CM                  | 6  | Sarach Yooyen            |       |     |
| LM                  | 17 | Ekanit Panya             |       | 86' |
| CF                  | 8  | Peeradon Chamratsamee    |       | 68' |
| CF                  | 10 | Teerasil Dangda          |       | 82' |
| Vào sân thay người: |    |                          |       |     |
| FW                  | 9  | Adisak Kraisorn          |       | 68' |
| DF                  | 16 | Jakkapan Praisuwan       |       | 68' |
| FW                  | 21 | Poramet Arjvirai         |       | 82' |
| MF                  | 22 | Channarong Promsrikaew   |       | 86' |
| MF                  | 13 | Jaroensak Wonggorn       |       | 88' |
| Huấn luyện viên:    |    |                          |       |     |
| Alexandré Pölking   |    |                          |       |     |

| Cầu thủ xuất sắc nhất trận đấu: Trợ lý trọng tài: Song Bong-geun (Hàn Quốc) Bang Yi-keol (Hàn Quốc) Trọng tài thứ tư: Thoriq Alkatiri (Indonesia) |

### Lượt về

#### Việt Nam v Indonesia
| Việt Nam                   | 2–0                              | Indonesia |
| -------------------------- | -------------------------------- | --------- |
| - Nguyễn Tiến Linh 3', 47' | Chi tiết (AFFMEC) Chi tiết (AFF) |           |

| Việt Nam | Indonesia |

| GK                  | 23 | Đặng Văn Lâm       |     |       |
| RB                  | 13 | Hồ Tấn Tài         |     |       |
| CB                  | 16 | Nguyễn Thành Chung |     | 71'   |
| CB                  | 3  | Quế Ngọc Hải       |     |       |
| CB                  | 4  | Bùi Tiến Dũng      | 24' | 51'   |
| LB                  | 5  | Đoàn Văn Hậu       | 38' |       |
| CM                  | 8  | Đỗ Hùng Dũng (c)   |     |       |
| CM                  | 14 | Nguyễn Hoàng Đức   |     |       |
| CM                  | 19 | Nguyễn Quang Hải   |     | 90+1' |
| CF                  | 18 | Phạm Tuấn Hải      |     |       |
| CF                  | 22 | Nguyễn Tiến Linh   |     | 71'   |
| Vào sân thay người: |    |                    |     |       |
| DF                  | 12 | Bùi Hoàng Việt Anh |     | 51'   |
| DF                  | 6  | Nguyễn Thanh Bình  |     | 71'   |
| FW                  | 20 | Phan Văn Đức       |     | 71'   |
| FW                  | 9  | Nguyễn Văn Toàn    |     | 90+1' |
| Huấn luyện viên:    |    |                    |     |       |
| Park Hang-seo       |    |                    |     |       |

| GK                  | 22 | Nadeo Argawinata       |     |     |
| RB                  | 14 | Asnawi Mangkualam      | 36' | 57' |
| CB                  | 19 | Fachruddin Aryanto (c) |     |     |
| CB                  | 4  | Jordi Amat             |     |     |
| CB                  | 5  | Rizky Ridho            |     | 78' |
| LB                  | 12 | Pratama Arhan          |     |     |
| RM                  | 7  | Saddil Ramdani         |     | 57' |
| CM                  | 2  | Yakob Sayuri           |     |     |
| CM                  | 23 | Marc Klok              |     |     |
| LM                  | 6  | Marselino Ferdinan     |     | 79' |
| CF                  | 11 | Dendy Sulistyawan      |     |     |
| Vào sân thay người: |    |                        |     |     |
| FW                  | 8  | Witan Sulaeman         |     | 57' |
| MF                  | 15 | Ricky Kambuaya         | 74' | 57' |
| FW                  | 18 | Muhammad Rafli         |     | 78' |
| FW                  | 9  | Ilija Spasojević       |     | 79' |
| Huấn luyện viên:    |    |                        |     |     |
| Shin Tae-yong       |    |                        |     |     |

Việt Nam thắng với tổng tỉ số 2–0.

#### Thái Lan v Malaysia
| Thái Lan                              | 3–0                              | Malaysia |
| ------------------------------------- | -------------------------------- | -------- |
| - Dangda 19' - Phala 55' - Adisak 71' | Chi tiết (AFFMEC) Chi tiết (AFF) |          |

Thái Lan thắng với tổng tỉ số 3–1.

## Chung kết

### Lượt đi
| Việt Nam                                | 2–2                              | Thái Lan                 |
| --------------------------------------- | -------------------------------- | ------------------------ |
| Nguyễn Tiến Linh 25' · Vũ Văn Thanh 88' | Chi tiết (AFFMEC) Chi tiết (AFF) | Poramet 48' · Sarach 63' |

### Lượt về
| Thái Lan         | 1–0                              | Việt Nam |
| ---------------- | -------------------------------- | -------- |
| - Theerathon 24' | Chi tiết (AFFMEC) Chi tiết (AFF) |          |